# Eva-Maria Brem
Eva-Maria Brem (n. 13 septembrie 1988, Schwaz, Tirol, Austria) este o schioare austriacă ce participă la Cupa Mondială de Schi Alpin. Este specializată în proba de slalom uriaș. 
A debutat în Cupa Mondială debut la 17 ani, în decembrie 2005 la proba de slalom de la Lienz, Austria. A reprezentat Austria la Jocurile Olimpice de iarnă din 2010 terminând pe locul al șaptelea la slalom uriaș. Brem a obținut primele două podiumuri  la Cupa Mondială în march 2014 iar prima victorie a venit în noiembrie 2014 toate la slalom uriaș. 

## Rezultate Cupa Mondială

### Clasări pe sezoane
| Sezon | Vârsta | General | Slalom | Slalom uriaș | Super-G | Coborâre | Combinata |
| ----- | ------ | ------- | ------ | ------------ | ------- | -------- | --------- |
| 2007  | 18     | 131     | —      | —            | —       | —        | 47        |
| 2008  | 19     | 52      | —      | 17           | —       | —        | 24        |
| 2009  | 20     | 68      | –      | 27           | –       | –        | 23        |
| 2010  | 21     | 41      | 55     | 11           | –       | –        | 44        |
| 2011  | 22     | 106     | –      | 36           | –       | –        | —         |
| 2012  | 23     | 59      | 44     | 20           | –       | –        | —         |
| 2013  | 24     | 46      | –      | 13           | –       | –        | —         |
| 2014  | 25     | 27      | 39     | 8            | –       | –        | —         |
| 2015  | 26     | 13      | 41     | 2            | –       | –        | —         |

### Clasări pe podium
- 1 victorie – (1 Slalom Uriaș)
- 8 podiumuri – (8 Slalom Uriaș)

| Sezon | Dată        | Oraș                 | Disciplină   | Loc |
| ----- | ----------- | -------------------- | ------------ | --- |
| 2014  | 6 mar 2014  | Åre, Suedia          | Slalom Uriaș | 3   |
| 2014  | 16 mar 2014 | Lenzerheide, Elveția | Slalom Uriaș | 2   |
| 2015  | 25 oct 2015 | Sölden, Austria      | Slalom Uriaș | 3   |
| 2015  | 29 nov 2014 | Aspen, SUA           | Slalom Uriaș | 1   |
| 2015  | 12 dec 2014 | Åre, Suedia          | Slalom Uriaș | 3   |
| 2015  | 13 mar 2015 | Åre, Suedia          | Slalom Uriaș | 3   |
| 2015  | 13 mar 2015 | Méribel, Franța      | Slalom Uriaș | 2   |
| 2016  | 27 nov 2015 | Aspen, SUA           | Slalom Uriaș | 2   |

## Rezultate Campionate Mondiale
| An   | Vârsta | Slalom | Slalom Uriaș | Super-G | Coborâre | Combinata |
| ---- | ------ | ------ | ------------ | ------- | -------- | --------- |
| 2015 | 26     | —      | DNF          | —       | —        | —         |

## Rezultate Jocuri Olimpice
| An   | Vârsta | Slalom | Slalom Uriaș | Super-G | Coborâre | Combinata |
| ---- | ------ | ------ | ------------ | ------- | -------- | --------- |
| 2010 | 21     | —      | 21           | —       | —        | —         |